# Cerkiew św. Katarzyny w Parnawie
Cerkiew św. Katarzyny – prawosławna cerkiew w Parnawie, w jurysdykcji eparchii tallińskiej Estońskiego Kościoła Prawosławnego.

## Historia
Powstanie pierwszych prawosławnych świątyń w Parnawie związane jest ze zdobyciem miasta podczas wielkiej wojny północnej. W 1710 r. Rosjanie przejęli i zaadaptowali na cerkiew luterański kościół św. Jana, druga drewniana cerkiew św. Aleksandra Newskiego powstała przy siedzibie miejscowego garnizonu, ponadto w krótkim czasie zbudowano cerkiew Zaśnięcia Matki Bożej (rezygnując po jej otwarciu z użytkowania dawnego kościoła luterańskiego). 
W 1764 r. Parnawę odwiedziła caryca Katarzyna II. Podczas wizyty nakazała wznieść nową cerkiew zamiast starszej Zaśnięcia Matki Bożej, wyznaczyła na ten cel fundusze i osobiście kontrolowała postęp prac. Autorem projektu barokowej cerkwi był architekt Jegorow. W 1769 r. świątynię konsekrowano, a krótko potem zmieniono jej wezwanie z Zaśnięcia Matki Bożej na św. Katarzyny. Następnie dostawiono do niej drugi ołtarz Opieki Matki Bożej. 
W XIX w. do cerkwi przeniesiono ikonę św. Aleksandra Newskiego z dawnej cerkwi garnizonowej, która z powodu złego stanu technicznego została rozebrana w 1791 r.. 
Cerkiew była nieprzerwanie czynna także po wcieleniu Estonii do ZSRR. W 1945 r. rozebrano jedynie boczny ołtarz Opieki Matki Bożej. Po 1991 r. budowla została gruntownie odremontowana.

## Architektura
Cerkiew reprezentuje styl barokowy. Zwieńczona jest wysokim hełmem z latarnią, otoczonym przez cztery mniejsze wieże zakończone wydłużonymi cebulastymi kopułkami. Od zachodu do głównej bryły świątyni przylega dzwonnica. 
Wnętrze cerkwi jest bogato zdobione. Jego główną dominantą jest trzyrzędowy ikonostas.